# Kịch bản đặc tả
Kịch bản đặc tả (spec script), là một kịch bản tự do, không được đặt hàng từ bởi bất cứ cá nhân hay hãng phim nào. Kịch bản đặc tả thường được viết bởi một nhà biên kịch, với hy vọng kịch bản này được xem xét và chọn mua bởi một nhà sản xuất, công ty sản xuất hoặc studio nào đó.
Rất nhiều kịch bản đặc tả đã được trao giải Oscar bao gồm Thelma & Louise (được Callie Khouri bán cho MGM với giá 500.000 đô la Mỹ năm 1990), Good Will Hunting (được Matt Damon và Ben Affleck bán cho Miramax Films với giá 675.000 đô la Mỹ năm 1994) và American Beauty (được Alan Ball bán cho DreamWorks SKG với giá 250.000 đô la Mỹ vào năm 1998) , cả ba đều đoạt giải Kịch bản Gốc xuất sắc nhất.
Kịch bản đặc tả khác với kịch bản quay hoặc kịch bản sản xuất ở chỗ tập trung nhiều hơn vào yếu tố kể chuyện, những chi tiết như chuyển động của máy quay và các khía cạnh chỉ đạo cảnh quay khác rất hiếm khi hoặc không bao giờ được đề cập. Chuyển động của máy quay và chỉ đạo kỹ thuật thường được thêm vào trong các bản thảo sau này. Mục đích duy nhất của kịch bản đặc tả, hay còn được gọi là kịch bản đem bán, là thể hiện tài năng của một nhà biên kịch trong việc kể một câu chuyện thông qua miêu tả hành động và lời thoại.
Kịch bản đặc tả thường được viết bởi các nhà biên kịch chưa có tên tuổi, nhằm chứng tỏ khả năng dẫn dắt câu chuyện và tạo dựng danh tiếng cho mình trong ngành công nghiệp điện ảnh.

## Lịch sử
Năm 1933, Preston Sturges được cho là đã bán được kịch bản đặc tả đầu tiên trong lịch sử Hollywood. Hãng phim Fox đã mua lại kịch bản The Power and the Glory với giá 17.500 đô la Mỹ, cộng thêm điều khoản doanh thu phụ. Nhưng bộ phim đã thất bại ở doanh thu phòng vé. Tuy nhiên, vào năm 2014 bộ phim đã được chọn để bảo quản tại Cục Đăng Ký Phim Quốc gia Hoa Kỳ.
Kịch bản đặc tả không phải lúc nào cũng được xem trọng như bây giờ. Ernest Lehman kể lại lí do vì sao kịch bản gốc ông viết cho bộ phim North by Northwest là một sự bất thường trong sự nghiệp của ông vào thời điểm đó:
"Kịch bản gốc ngày xưa không được chú ý như bây giờ. Rất ít người hứng thú với loại kịch bản này vào thời đó. Các studio, các nhà phát hành cần một sự đảm bảo từ một ai đó có tiếng trong ngành để đánh giá xem kịch bản này có đáng để phát hành không. Vào thời đó, nếu bạn đi dự tiệc đâu đó ở Hollywood và có người hỏi, "Anh đang làm dự án nào đó, Ernie?" và nếu bạn trả lời là, "Tôi đang viết một kịch bản mới.", thì bạn sẽ nhận được một cái "ồ..." nho nhỏ. Như là họ cảm thấy buồn dùm bạn. Nếu bạn đang làm một sự án mới hoàn toàn, trong đầu họ sẽ nghĩ, "Ông này đang gặp khó khăn rồi, phải tự đi viết kịch bản mới." Thời đó người ta quan niệm như vậy.
Vào cuối những năm 1960, William Goldman đã bán được kịch bản đặc tả Butch Cassidy và Sundance Kid cho Warner Bros. với giá 400.000 đô la Mỹ trong một cuộc đấu thầu từ nhiều studio khác nhau muốn mua kịch bản này. Kịch bản này sau đó đã giành được giải Oscar cho Kịch bản xuất sắc nhất. Sự kiện này dẫn đến sự trổi dậy của một thế hệ các nhà biên kịch chuyên viết kịch bản đặc tả.

## Thu hút nhà sản xuất
Nếu người viết kịch bản đặc tả có người đại diện, người đó sẽ lên danh sách một số người mua tiềm năng, bao gồm các nhà sản xuất phim độc lập nhỏ, đến giám đốc điều hành của các hãng phim lớn, và cố gắng tạo ra một "sức hút" nhằm bán kịch bản. Kịch bản có thể được gửi đồng thời cho tất cả những người mua tiềm năng với hy vọng tạo ra được một cuộc đấu thầu.
Nếu bán được kịch bản, người viết có thể nhận được một khoản thù lao từ vài chục nghìn đến vài triệu đô la Mỹ. Sau đó, kịch bản có thể được phát triển thêm cho đến khi nó được "bật đèn xanh" - nghĩa là nó được đưa vào sản xuất. Nếu không bán được, thì kịch bản này gần như đã xem như chết từ trong trứng nước, vì giờ đây nó đã nằm trong cơ sở dữ liệu của các hãng phim và các nhà phát triển, và đã được đóng dấu "bỏ qua". Tuy nhiên, vẫn còn cơ hội, một bộ phim chưa được bật đèn xanh có thể lọt vào Danh Sách Đen - "danh sách mười kịch bản đặc tả tốt nhất chưa từng được đưa vào sản xuất".
Nếu một kịch bản đặc tả không được chọn, nhưng được đánh giá là hành văn tốt, nhà biên kịch vẫn có thể được thuê để viết thứ khác. Đây có thể là một "thỏa thuận phát triển" - trong đó hãng phim hoặc nhà sản xuất yêu cầu một nhà biên kịch viết một kịch bản gốc khác hoặc chuyển thể một ý tưởng hoặc cuốn sách thành kịch bản phim.
Ngoài cách truyền thống là tìm người đại diện, có rất nhiều cuộc thi mà nhà biên kịch có thể tham gia, chẳng hạn như Nicholl Fellowship hoặc Final Draft's Big Break, và nhiều cuộc thi khác. Một cách khác để nhà biên kịch có thể thu hút được nhà sản xuất là trả một khoản phí nhỏ và đăng kịch bản của họ lên một "bài đăng trực tuyến". Khi sử dụng dịch vụ này, người viết kịch bản sẽ đăng kịch bản của họ và sau khi nhận được phản hồi, nếu kịch bản tốt, kịch bản sẽ được đăng lên trang web chính của dịch vụ.